# Académicien et Vagabond
Pour les articles homonymes, voir Académicien.
Pour plus de détails, voir Fiche technique et Distribution.
Académicien et Vagabond est un court métrage muet français en noir et blanc réalisé par Georges Monca, sorti en 1910.

## Fiche technique
- Titre : Académicien et Vagabond
- Réalisation : Georges Monca
- Scénario :
- Photographie :
- Montage :
- Société de production : Pathé Frères
- Société de distribution : Pathé Frères
- Pays d'origine :  France
- Langue : film muet avec les intertitres en français
- Format : court métrage noir et blanc — 35 mm — 1,33:1 — Muet
- Genre :  Comédie
- Durée :
- Dates de sortie : 
  - France : 1910